# Gunma University
Gunma University (jap. 群馬大学 Gunma Daigaku; w skrócie 群大 Gundai) – japońska uczelnia państwowa w Maebashi, w prefekturze Gunma.

## Historia
Początki uczelni sięgają 1873, gdy powstała tu Szkoła Nauczycielska Gunma (群馬師範学校 Gunma Shihan Gakkō), będąca poprzednikiem Wydziału Edukacji. W 1915 założono Wyższą Szkołę Zawodową Barwiarstwa i Tkactwa Kiryu (桐生高等染織学校 Kiryū Kōtō Senshoku Gakkō), z której powstał Wydział Nauki i Techniki. Ustanowiona w 1943 Zawodowa Szkoła Medyczna Maebashi (前橋医学専門学校 Maebashi Igaku Senmon Gakkō) była zaś kolebką Wydziału Medycyny. 
Obecny uniwersytet założony został w 1949 jako uczelnia składająca się z trzech wydziałów: Wydziału Sztuk Wyzwolonych, Wydziału Medycyny i Wydziału Inżynierii. W 1966 ten pierwszy przekształcono w Wydział Edukacji. W ramach ogólnokrajowej reformy w 2004 uczelnia uzyskała status państwowej korporacji uniwersyteckiej (国立大学法人 kokuritsu daigaku hōjin).

## Wydziały
Na uczelni znajdują się obecnie następujące wydziały:
- Wydział Edukacji
- Wydział Nauk Społecznych i Informatycznych
- Wydział Medycyny, wraz ze szpitalem klinicznym
- Wydział Inżynierii, wraz z Instytutem Regulacji Molekularnej i Komórkowej